# Qassiarsuk
Qassiarsuk [ˌqasːiˈɑsːuk] (nach alter Rechtschreibung K'agssiarssuk) ist eine grönländische Siedlung im Distrikt Narsaq in der Kommune Kujalleq.

## Lage
Qassiarsuk liegt tief im Inneren des Tunulliarfik (Eriksfjord) an dessen Westküste. Auf der gegenüberliegenden Fjordseite liegt Narsarsuaq, während die Strecke zwischen beiden Orten um das Fjordende herum von vielen kleinen Schäfersiedlungen gespickt ist. Der Distrikthauptort Narsaq liegt 39 km südwestlich an der Stelle, an der der Tunulliarfik mit dem Narsap Ikerasaa eine Verbindung zum nördlich verlaufenden Ikersuaq (Bredefjord) aufweist.

## Geschichte

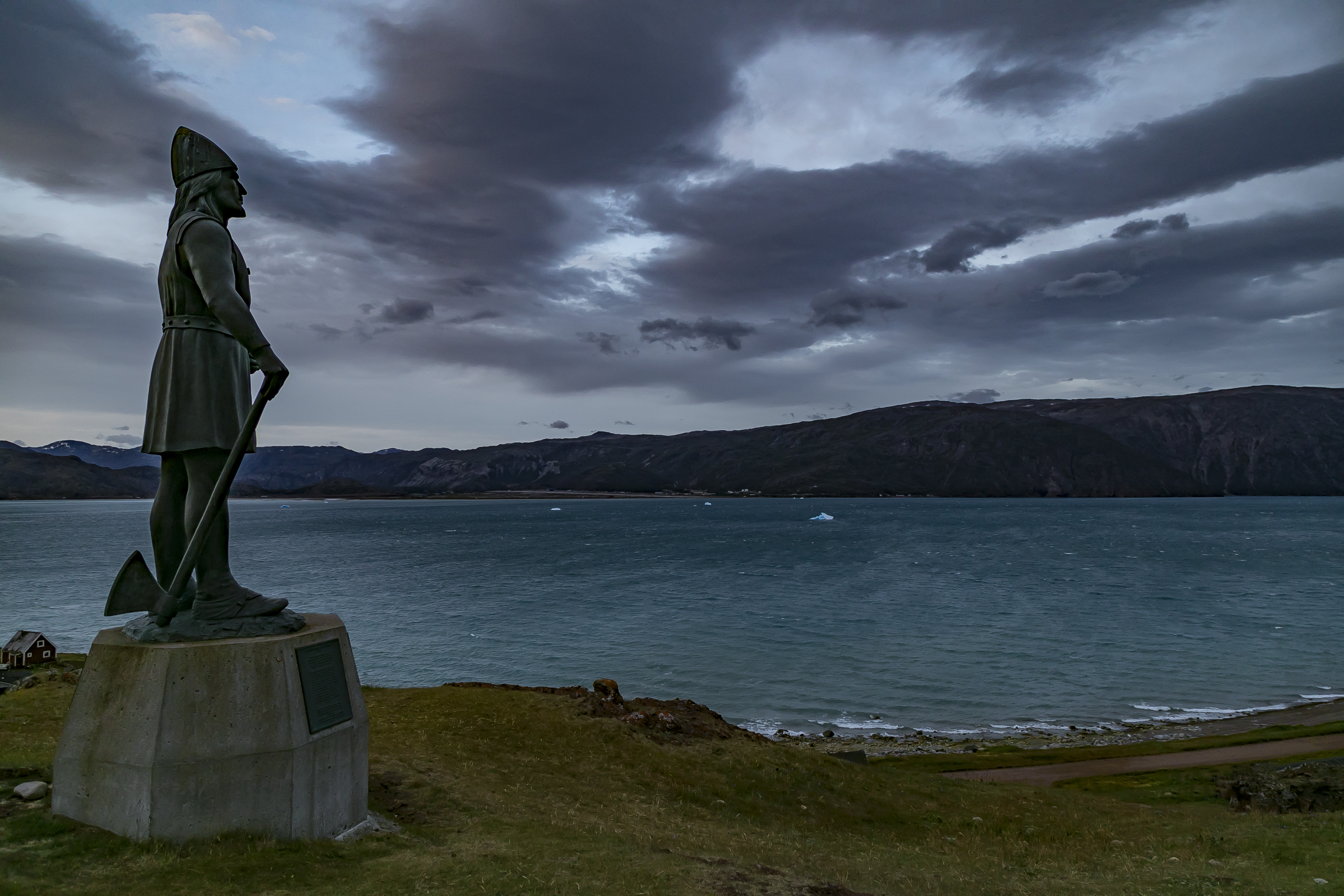
Statue von Leif Erikson in Qassiarsuk mit Narsarsuaq im Hintergrund.

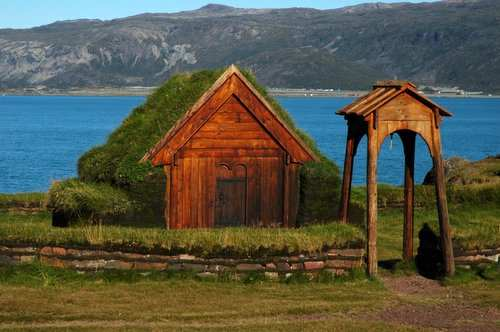
Die rekonstruierte Kirche von Brattahlíð

Qassiarsuk liegt an der Stelle, an der Erik der Rote um 985 Grönland besiedelte. Er gründete hier die Siedlung Brattahlíð, die für ihre Kirche bekannt ist, der ersten auf Grönland errichteten Kirche, deren Grundmauern heute noch zu finden sind. Damit war der Ort die erste Ansiedlung der jahrhundertelang in Grönland lebenden Grænlendingar.
Der heutige Ort wurde 1924 von dem Schafzüchter Otto Frederiksen gegründet. An der Stelle fanden sich bereits verlassene Häuser, in denen Skelette lagen, die darauf hindeuteten, dass der Ort keine günstigen Lebensbedingungen aufwies, da der Fjord tief im Inland im Winter vereist war. Bei seiner Neugründung 1924 war Qassiarsuk, dessen Name sich auf den Thing der Nordmänner bezieht, die nach dem zuvor schon für Landwirtschaft genutzten Igaliku die erste Schäfersiedlung im neuzeitlichen Grönland. 1930 lebten bereits 53 Menschen in Qassiarsuk. 1936 wurde in Qassiarsuk eine Schulkapelle errichtet. 1940 hatte der Ort 79 Bewohner. 1949 wurde ein Lagergebäude gebaut und später wurde vom KGH ein Laden eröffnet. 1950 wohnten 129 Personen in Qassiarsuk. Zehn Jahre später waren es bereits 154, von denen rund 25 Schafzüchter waren, die über 10.000 Schafe besaßen. Andere Wirtschaftszweige existierten quasi nicht. Lediglich Füchse wurden (zum Schutz der Schafe) gejagt. 1958 wurde eine Werkstatt gebaut und 1960 eine Hebammenwohnung. Ab den 1960er Jahren ging die Einwohnerzahl stark zurück. 1962 wurde das Schulheim errichtet. Bei dem von Otto Frederiksens Schwiegersohn Lars Motzfeldt geleiteten Bau fand man im Jahr 1961 durch Zufall den Schädel von Erik dem Roten bei den Bauarbeiten. 1965 wurde eine Telestation errichtet und 1966 ein Versammlungsgebäude. 1966 gab es 32 Schäfer mit insgesamt rund 12.000 Schafen in Qassiarsuk. 1970 lebten nur noch 83 Menschen im Ort. Heute ist Qassiarsuk die größte Schäfersiedlung Grönlands und hat als solche den Status eines Dorfs.

## Wirtschaft
Qassiarsuk ist wirtschaftlich fast ausschließlich von der Schäferei abhängig. Etwa 8500 Schafe gehören den Schäfern Qassiarsuks. Jedes Jahr werden 150 t Schafe in der Schlachterei in Narsaq geschlachtet. Das zweite Standbein des Orts bildet der Tourismus. Touristen werden durch die Ruinen von Brattahlíð sowie die neuzeitlichen Rekonstruktionen der Kirche und eines Langhauses angelockt. Des Weiteren liegt Qassiarsuk innerhalb des UNESCO-Weltkulturerbes Kujataa. Lediglich eine fünfminütige Bootsfahrt liegt Qassiarsuk vom internationalen Flughafen in Narsarsuaq entfernt.

## Infrastruktur und Versorgung
Der Hafen von Qassiarsuk besteht aus einer 1976 errichteten sechs Meter langen Hafenmole und einem Pontonsteg. Im Ort gibt es Schotterwege, die aus Qassiarsuk herausführen und es mit den anderen Schäfersiedlungen in der Umgebung verbinden und bis nach Narsarsuaq führen.
Es gibt kein Abwassernetz in Qassiarsuk und Müll wird im Norden des Dorfs verbrannt. Strom wird durch ein 1988 errichtetes und 2009 renoviertes Kraftwerk gewonnen. 2017 wurde das Wasserwerk modernisiert, das jedoch zeitweise mit Wassermangel zu kämpfen hat.

## Bebauung

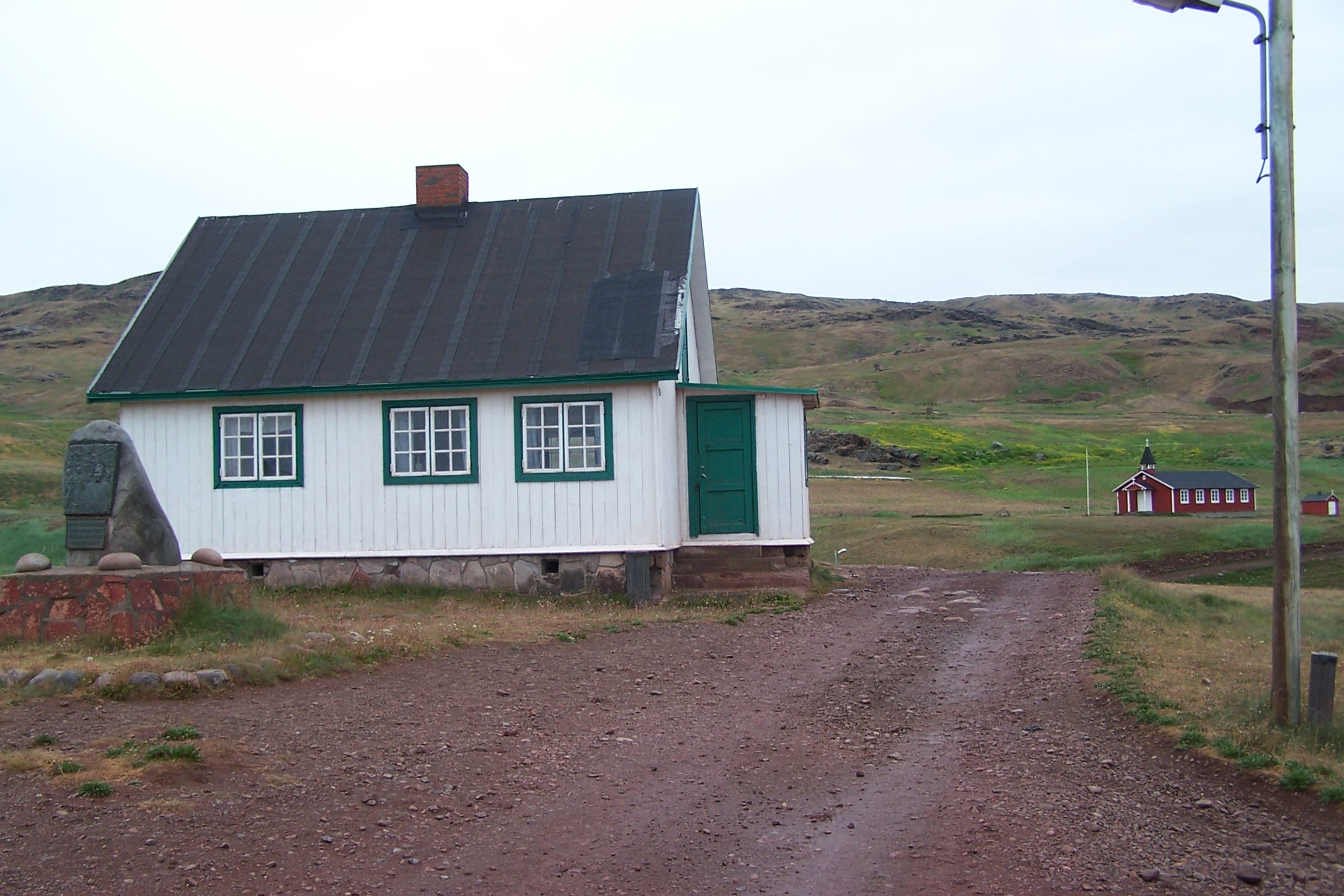
Das Wohnhaus Otto Frederiksens und die Kirche von Qassiarsuk (2008)

Qassiarsuk hat weit verstreute Häuser, die mitten zwischen den Ruinen der Grænlendingar und Inuit liegen. Die Schule in Qassiarsuk ist zuständig für alle Kinder der Schäferfamilien in der Umgebung, weswegen ihr ein Schulheim angeschlossen ist. Weil Schule und Schulheim von Schimmel befallen sind, werden die Schüler jedoch momentan im Versammlungshaus und Café des Ortes unterrichtet. Im Servicegebäude, das Sanitäreinrichtungen enthält, ist auch das Dorfbüro untergebracht. Es gibt zudem eine Feuerwehr in Qassiarsuk. Für Wandertouristen gibt es zwei Übernachtungsmöglichkeiten. Die Bewohner werden mittels einer Pilersuisoq-Filiale mit Gütern versorgt. Die Kirche von Qassiarsuk ist als erhaltenswürdig eingestuft, während drei von Otto Frederiksen errichtete Gebäude seit 2015 unter Denkmalschutz stehen.

## Söhne und Töchter
- Mariane Paviasen (* 1969), Umweltaktivistin und Politikerin (Inuit Ataqatigiit)

## Bevölkerungsentwicklung
Die Einwohnerzahl von Qassiarsuk hat sich in den letzten 40 Jahren mehr als halbiert. Damit ist der Ort heute das zweitkleinste Dorf des Distrikts.